# 万科数码
万科数码有限公司（英語：Marvel Digital Ltd.）是香港一家创新型产品研发与生产的香港科技公司，总部设于香港，并在深圳、无锡设有研发中心和生产基地。核心产品技术为自动立体显示和立体片转换。

## 动态
万科数码让广大媒体注意是于2012年四月十三至十六日举办的香港电子展期间，万科数码展出一款全东南亚首款超大规格82寸祼眼3D显示屏。

## 产品线

### iNTV
早于2010年，万科数码已推出了iNTV即中国版的SmartTV,也得到了香港市场的反馈,部分原因是这类消费电子产品一直被视为是其他国外大公司如Google、Apple和Samsung等所占据的。万科数码有着代表属于中国人自己的同类产品。

### 3D立体显示技术
万科数码的研发和制作出具有自动立体效果的超大规格裸眼3D显示屏。